# Исаак (Бояджийский)
Епи́скоп Исаа́к (в миру Иван Михаилов Бояджийский, болг. Иван Михаилов Бояджийски; род. 9 ноября 1982, Банско, Благоевградская область) — епископ Болгарской православной церкви, епископ Вельбуждский, викарий Патриарха Болгарского.

## Биография
14 август 1983 года в храме Святой Троицы в городе Банско был крещён в честь святого Иоанна Крестителя. В 1989 году поступил в Начальную школу имени преподобного Паисия Хилендарского, которую окончил в 1993 году. С 1993 по 1996 год учился в среднем училище имени Неофита Рильского в родном городе. По собственному признанию: «Интерес к православию у меня появился в 4 классе, когда я начал ходить на уроки по вероучению. С этого момента у меня возникло желание узнать о Боге, о Пресвятой Богородице, о Троице. Тогда я впервые прочитал Библию, жития Святых Отцов. Тогда же начал ходить в храм».
В 13-летнем возрасте с благословения митрополит Неврокопского Нафанаил, поступил в Софийскую духовную семинарию имени святого Иоанна Рильского, которую окончил в 2001 году. В тому же году година начал работать в администрации данного учебного заведения. В Софийской духовной семинарии он занимал различные должности в административном и педагогическом составе. Параллельно обучался на Богословском факультете Софийского университета имени святого Климента Охридского, который окончил в 2008 году со степенью «бакалавра богословия».
10 апреля 2009 года в монастыре Успения Пресвятой Богородицы в Видине был пострижен в монашество митрополитом Видинским Дометианом (Топузлиевым) под духовное наставничество на епископа Величкого Сиония (Радева). 27 июля того же года в храме Святого Великомученика Пантелеимона был рукоположен в иеродиакона. 10 января 2010 года в Видинском митрополичьем храме святого Николая Мирликийского был рукоположен в иеромонаха.
После рукоположения в духовный сан он продолжал нести послушание в Софийской духовной семинарии в должности секретаря и воспитателя обучающихся в ней этнических болгар из-за рубежа. В 2010 и 2012 годах по решению Священного Синода Болгарской православной церкви был дважды отправлен на месячное служение в болгарские храмы в Стамбуле для замены тамошнего священнослужителя.
1 февраля 2011 года, с благословения на митрополита Видинского Дометиана и решением Епархиального совет Видинской епархии, назначен за архиерейским наместником на Ломского духовного округа и председателем церковного настоятельства сборного храма Успения Пресвятой Богородицы в городе Лом. 15 августа 2012 года в данном храм был возведён в сан архимандрита.
В октября 2012 года начал обучаться в Общецерковной аспирантуре и докторантуре имени святых равноапостольных Кирилла и Мефодия в Москве, которую окончил в 2014 году.
1 августа 2014 года митрополитом Видинским Дометианом был назначен духовным надзирателем Видинской епархии и приходским священником при кафедральном храме святого великомученика Димитрия Солунского.
22 декабря 2015 года в Общецерковной аспирантуре и докторантуре защитил диссертацию «Патриаршество Болгарской Православной Церкви» (научный руководитель: PhD священник Арсений Черникин), и получил учёную степень магистра богословия
1 июля 2020 года перешел на служение в Софийскую епархию и был назначен Архиерейским наместником Кюстендильского духовного округа.
7 июня 2023 года решением Священного Синода Болгарской православной церкви был избран вторым викарием Софийской епархии с титулом Велбуждский.
10 июня 2023 года в митрополичьем кафедральном храме Святой Недели в Софии состоялась его архиерейская хиротония, которую совершили: митрополит Великотырновский Григорий (Стефанов), митрополит Пловдивский Николай (Севастиянов), митрополит Неврокопский Серафим (Динков), митрополит Доростольский Иаков (Дончев), епископ Адрианопольский Евлогий (Стамболджиев), епископ Тивериопольский Тихон (Иванов), епископ Величский Сионий (Радев), епископ Знепольский Арсений (Лазаров), епископ Белоградчишский Поликарп (Петров), епископ Смолянский Виссарион (Гривов) и епископ Главиницкий Макарий (Чакыров).